# Auguste Balsan
Pour les articles homonymes, voir Balsan.
Pour les autres membres de la famille, voir Famille Balsan.
Auguste-Jean-Jacques-Martin Balsan (6 juin 1836, Paris - 2 mai 1896, Paris), est un manufacturier et homme politique français. 
Il est le frère de Charles Balsan.

## Biographie
Son père Jean-Pierre Balsan (1807-1869), administrateur de la Banque de France de Châteauroux, avait acquis en 1856 d'un certain Léonard Muret de Bort la Manufacture du Parc, privilégiée par Louis XV le 17 août 1751; il était lui-même fils de Pierre Balsan (1786-1821), propriétaire agricole à Lagamas (actuel département de l'Hérault) et producteur de vert-de-gris à Gignac, en Languedoc.
Grand manufacturier, fabricant de draps à Châteauroux, administrateur de la Banque de France à Châteauroux, juge au Tribunal de Commerce de la ville, conseiller général de l'Indre et président la Commission municipale de Châteauroux établie en 1870, Auguste fut élu, le 8 février 1871, par les Conservateurs de l'Indre représentant à l'Assemblée nationale, le premier de la liste, avec 48 980 voix sur 58 022 votants.
D'abord membre de la réunion Feray et du groupe Target, dont le concours fit l'appoint de la majorité de droite, le 24 mai, pour l'adoption de l'ordre du jour Ernoul et le renversement de Thiers, il s'inscrivit plus tard au centre droit ; il vota toujours d'accord avec la droite, pour la paix, pour les prières publiques, pour l'abrogation des lois d'exil, pour le pouvoir constituant de l'Assemblée, pour la prorogation des pouvoirs du maréchal, pour l'état de siège, pour la loi des maires, pour le ministère de Broglie, contre le retour du Parlement à Paris, contre la dissolution et contre l'amendement Wallon (30 janvier 1875). Il vota, le 25 février, pour l'ensemble des lois constitutionnelles de 1875.
De 1887 à 1895, il fut en outre, maire de Velles.

### Vie familiale

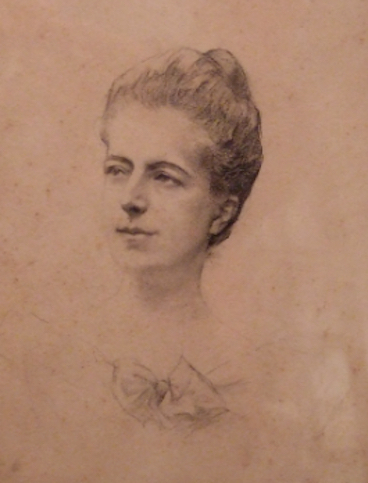
Portrait de son épouse.

Époux en 1865 de Marie Dupuytren, fille de Louis Dupuytren, magistrat et membre du Conseil d'Escompte de la Banque de France, et d'Adèle Jullien-Gatineau, ainsi que sœur de Raymond Dupuytrem, il en eut cinq enfants :
- Marguerite-Marie, épouse de Roger de La Selle, fut la belle-mère du magnat Robert Darblay ;
- Jacques (1868-1956), aéronaute et aviateur pionnier du début du XXe siècle, second époux en 1921 de Consuelo Vanderbilt, divorcée du 9e duc de Malborough, cousin de Winston Churchill ;
- Robert (1875-1952), directeur des établissements Balsan, administrateur de la Banque de France de Châteauroux, gendre d'Arthur de Chabaud-Latour ;
  - François (1902-1972), explorateur, gendre d'Ernest-Georges Goüin ;
- Thérèse Geneviève, épouse du vicomte Alban de Villeneuve-Bargemont;
  - Marie Marguerite Élisabeth Roselyne de Villeneuve Bargemon (1897), épouse de l'amiral Denis de Bourgoing;
  - Augustin (1909-1989), sénateur;
- Étienne (1878-1953), officier de cavalerie, amant et protecteur de Coco Chanel.

## Sources
- « Auguste Balsan », dans Adolphe Robert et Gaston Cougny, Dictionnaire des parlementaires français, Edgar Bourloton, 1889-1891 [détail de l’édition]